# Presidente del Parlamento Latinoamericano
El Presidente del Parlamento Latinoamericano es el cargo de la estructura del Parlatino que representa al Organismo y para el óptimo cumplimiento de sus funciones, el presidente trabajará  desde  la  Sede  Permanente  el  tiempo  que  sea  necesario, mientras dure en el ejercicio de su mandato.

## Funciones
- Representar al Organismo;
- Convocar las sesiones de la Asamblea, de la Junta Directiva, de la Mesa Directiva y del Consejo Consultivo;
- Presidir  las  reuniones  de  la  Asamblea,  de  la  Junta y  de  la  Mesa Directiva;
- Presentar, al inicio de su mandato, un Plan y Programa de Trabajo.
- Coordinar con todos los órganos del Parlamento Latinoamericano y Caribeño  la  observancia  de  sus  respectivas  facultades,  para  el cumplimiento de los objetivos trazados;
- Elaborar, en consulta con la Secretaría General, y con el apoyo de la Secretaría  Ejecutiva,  la  agenda  para  las  sesiones  de  la  Asamblea,  de  la Junta y de la Mesa Directiva; y coordinar, con la Secretaría de Comisiones, la agenda a desarrollar durante el año, con base en los lineamientos del Plan de trabajo  referido en el literal d);
- Dirigir las comunicaciones oficiales.
- Presentar  a  la  Asamblea  y  a  la  Junta  Directiva  un  informe  o memoria  anual  sobre  las  actividades  de  los  órganos  del  Parlamento Latinoamericano  *Caribeño  y,  en  especial,  sobre  la  situación  y perspectivas de lademocracia, la integración, el desarrollo y la función legislativa en Latinoamérica y el Caribe;
- Velar  por  el  cumplimiento  del  Estatuto,  los  reglamentos  y  de  las decisiones aprobadas por los diferentes órganos.
- Decidir  sobre  cualquier  aspecto  del funcionamiento  del  Parlatino que no esté contemplado en el Estatuto o en el Reglamento;
- Proponer  a  la  Junta  Directiva  el  nombramiento  o  ratificación  de quien ocupará la Secretaría Ejecutiva;
- Otras que le sean conferidas en este Estatuto.[1]

## Presidentes
| N.° | Nombre                          | País                  | Inicio                   | Final                    | Notas                                          |
| --- | ------------------------------- | --------------------- | ------------------------ | ------------------------ | ---------------------------------------------- |
| 1   | Dip. Luis León                  | Argentina             | 14 de julio de 1965      | 26 de abril de 1967      |                                                |
| 2   | Dip. Ulysses Guimarães          | Brasil                | 26 de abril de 1967      | 20 de junio de 1968      |                                                |
| 3   | Rep. Ramiro Andrade             | Colombia              | 20 de junio de 1968      | 4 de agosto de 1969      |                                                |
| 4   | Dip. Jorge Dáger                | Venezuela             | 4 de agosto de 1969      | 6 de diciembre de 1972   |                                                |
| 5   | Sen. Tomás Pablo                | Chile                 | 6 de diciembre de 1972   | 21 de septiembre de 1973 | Renunció tras el golpe de Estado en Chile.     |
| —   | Dip. Arturo Hernández Grisanti  | Venezuela             | 30 de septiembre de 1973 | 17 de febrero de 1975    | Interino (vicepresidente).                     |
| 6   | Sen. Ítalo Luder                | Argentina             | 17 de febrero de 1975    | 24 de marzo de 1976      | Renunció tras el golpe de Estado en Argentina. |
| —   | Dip. Ricardo Elhague            | Antillas Neerlandesas | 25 de marzo de 1976      | 25 de abril de 1977      | Interino (vicepresidente).                     |
| 7   | Dip. Víctor Manzanilla Schaffer | México                | 25 de abril de 1977      | 16 de julio de 1979      |                                                |
| 8   | Rep. Jorge Mario Eastman        | Colombia              | 16 de julio de 1979      | 1979                     | Renunció en 1979.                              |
| —   | Sen. Gilberto Ávila Bottia      | Colombia              | 1979                     | 20 de agosto de 1982     | Interino (presidente alterno).                 |
| 9   | Sen. Nelson Carneiro            | Brasil                | 20 de agosto de 1982     | 19 de junio de 1985      |                                                |
| 10  | Sen. Luis Agustín León          | Argentina             | 19 de junio de 1985      | 23 de agosto de 1988     |                                                |
| 11  | Sen. Humberto Peláez Gutiérrez  | Colombia              | 23 de agosto de 1988     | 31 de julio de 1991      |                                                |
| 12  | Sen. Humberto Celli Gerbasi     | Venezuela             | 31 de julio de 1991      | 7 de diciembre de 1995   |                                                |
| 13  | Sen. Juan Adolfo Singer         | Uruguay               | 7 de diciembre de 1995   | 17 de marzo de 2000      |                                                |
| 14  | Sen. Beatriz Paredes Rangel     | México                | 18 de marzo de 2000      | 8 de noviembre de 2002   |                                                |
| 15  | Dip. Ney Lopes de Souza         | Brasil                | 8 de noviembre de 2002   | 8 de diciembre de 2006   |                                                |
| 16  | Sen. Jorge Pizarro              | Chile                 | 11 de diciembre de 2006  | 3 de diciembre de 2010   |                                                |
| 17  | Dip. Elías Castillo             | Panamá                | 3 de diciembre de 2010   | 16 de mayo de 2015       |                                                |
| 18  | Sen. Blanca Alcalá              | México                | 16 de mayo de 2015       | 10 de julio de 2017      |                                                |
| -   | Dip. Elías Castillo             | Panamá                | 10 de julio de 2017      | en el cargo              | reelecto presidente del Parlatino              |